# 26 janvier en sport
26 décembre 26 février
Chronologies thématiques
- Croisades
- Ferroviaires
- Disney

Le 26 janvier (26e jour de l'année) en sport.

## Événements

### XIXesiècle
- 1856
  - (Boxe) : Harry Poulson rencontre son challengeur Tom Sayers à Appledore, dans le Kent. Sayers en progression constante gagne le combat en 109 rounds[1].
- 1871
  - (Rugby à XV) : fondation en Angleterre de la Rugby Football Union. 21 clubs, dont Blackheath, participent à cette création. Blackheath était jusque-là membre de la Football Association, mais ce fut le clash face à l’intransigeance de la FA quant à l’usage des mains pour porter le ballon prôné par Blackheath[2].
- 1884
  - (Football /British Home Championship) : 1re édition d'un tournoi de football entre les quatre nations du Royaume-Uni : Angleterre, Écosse, Pays de Galles et à l'origine de l'Irlande puis de l'Irlande du Nord qui débute à Belfast (Ballynafeigh Park), opposant Écossais et Irlandais. L'Écosse s'impose 0-5 sur l'Irlande devant 2 000 spectateurs.

### XXesièclede1901à1950
- 1906
  - (Automobile) : à Daytona Beach, Fred H. Marsriott établit un nouveau record de vitesse terrestre : 195,65 km/h.

### XXesièclede1951à2000
- 1956
  - (Jeux olympiques) : début des IXe Jeux olympiques d'hiver de Cortina d'Ampezzo (Italie).
- 1973
  - (Rallye automobile) : arrivée du Rallye de Monte-Carlo.
- 1975
  - (Formule 1) : Grand Prix automobile du Brésil.
- 1979
  - (Rallye automobile) : arrivée du Rallye de Monte-Carlo.

### XXIesiècle
- 2002 :
  - (Natation) : le nageur américain Ed Moses bat le record du monde du 200 m brasse en petit bassin, à Berlin, en 2 min 03 s 17.
- 2007 :
  - (Football) : le Français Michel Platini est élu président de l'UEFA lors du congrès de cet organisme dirigeant du football européen à Dusseldorf par 27 voix contre 23 au président sortant, le Suédois Lennart Johansson.
- 2014 :
  - (Tennis /Tournoi du chelem) : à Melbourne, le Suisse Stanislas Wawrinka remporte l'Open d'Australie face à l'Espagnol Rafael Nadal 6-3, 6-2, 3-6, 6-3 diminué par une blessure.
  - (Hockey sur glace /Coupe de France) : Angers domine Rouen en finale de la Coupe de France à Bercy 4-0. Les Ducs remportent le deuxième trophée de leur histoire.
  - (Handball /Euro masculin) : auteurs d'une prestation exceptionnelle en finale face au tenant du titre, les Bleus sont champions d'Europe en battant le Danemark 41-32. C'est leur troisième titre après 2006 et 2010.
- 2017 :
  - (Voile /Trophée Jules-Verne) : le navigateur français Francis Joyon, et cinq membres d’équipage, battent le record du tour du monde à la voile, à bord d'IDEC Sport, en 40 jours et 23 heures 30, dans le cadre du Trophée Jules-Verne[3].
- 2020 :
  - (Basket-ball /Disparition) : Kobe Bryant, ancien joueur hall of fame des  Lakers Los Angeles, sa fille Gianna ainsi que le pilote et six autres passagers meurent dans un accident d'hélicoptère près de Calabasas en Californie.
  - (Handball /CAN masculin) : à Radès, en Tunisie, en finale de la CAN 2020, l'Égypte s'impose face à la Tunisie (27 -23). L'Algérie monte sur podium en battant l'Angola (32 - 27)[4]
  - (Handball /Euro masculin)  : à Stockholm en Suède, en finale de l'Euro masculin, l'Espagne conserve son titre en battant la Croatie (22 -20). La Norvège monte sur le podium en s'imposant face à la Slovénie (28 - 20)[5].

## Naissances

### XIXesiècle
- 1863 :
  - Charles Wade, joueur de rugby à XV puis homme politique australien. Premier ministre de la Nouvelle-Galles du Sud de 1907 à 1910. († 26 septembre 1922).
- 1866 :
  - John Cady, golfeur américain. Médaillé d'argent par équipes aux Jeux de Saint-Louis 1904. († 12 novembre 1933).
- 1870 :
  - Constant Huret, cycliste sur route français. Champion du monde de demi-fond 1900. Vainqueur de Bordeaux-Paris 1899. († 18 septembre 1951).
- 1872 :
  - Arthur Blake, athlète de demi-fond américain. Médaillé d'argent du 1 500 m aux Jeux d'Athènes 1896. († 22 octobre 1944).
- 1882 :
  - André Rischmann, joueur de rugby à XV français. Champion olympique aux Jeux de Paris 1900. (2 sélections en équipe de France). († 9 novembre 1955).
- 1885 :
  - Per Thorén, patineur artistique individuel suédois. Médaillé de bronze aux Jeux de Londres 1908. Champion d'Europe de patinage artistique en individuel 1911. († 5 janvier 1962).
- 1887 :
  - François Faber, cycliste sur route luxembourgeois. Vainqueur du Tour de France 1909, du Tour de Lombardie 1908, des Paris-Tours 1909 et 1910, de Bordeaux-Paris 1911 et de Paris-Roubaix 1913. († 9 mai 1915).
- 1897 :
  - Georges Stuttler, footballeur français. (1 sélection en équipe de France). († 8 janvier 1976).

### XXesièclede1901à1950
- 1905 :
  - Marceau Fourcade, rameur français. médaillé de bronze du deux de pointe avec barreur aux Jeux de Berlin 1936. († ?).
- 1917 :
  - Edgar Barth, pilote de courses automobile d'endurance allemand. († 20 mai 1965).
  - Louis Zamperini, athlète de fond américain. († 2 juillet 2014).
- 1919 :
  - Valentino Mazzola, footballeur italien. (12 sélections en équipe d'Italie). († 4 mai 1949).
  - Bill Nicholson, footballeur puis entraîneur anglais. (1 sélection en équipe d'Angleterre). Vainqueur de la Coupe d'Europe des vainqueurs 1963 et de la Coupe UEFA 1972. († 23 octobre 2004).
- 1920 :
  - Henri Riu, joueur de rugby à XV et à XIII français. (2 sélections avec l'Équipe de France de rugby à XIII). († 24 janvier 2014).
- 1922 :
  - Seán Flanagan, joueur de football gaélique puis homme politique irlandais. († 5 février 1993).
- 1925 :
  - Vic Lynn, hockeyeur sur glace puis entraîneur canadien. († 6 décembre 2010).
- 1927 :
  - Victor Mees, footballeur belge. (68 sélections en équipe de Belgique). († 11 novembre 2012).
- 1930 :
  - Harry Melges, skipper américain. Médaillé d'argent du Flying Dutchman aux jeux de Tokyo 1964 et champion olympique du Soling aux Jeux de Munich 1972. († 18 mai 2023).
- 1933 :
  - Ercole Baldini, cycliste sur route italien. Champion olympique de la course en ligne aux Jeux de Melbourne 1956. Champion du monde de cyclisme sur route 1958. Vainqueur du Tour d'Italie 1958. († 1er décembre 2022).
- 1935 :
  - Bob Uecker, joueur de baseball américain. († 16 janvier 2025).
- 1942 :
  - Guy Chasseuil, pilote de courses automobile de rallyes et d'endurance français.
- 1943 :
  - César Gutiérrez, joueur de baseball vénézuélien. († 22 janvier 2005).
- 1945 :
  - David Purley, pilote de F1 britannique. († 2 juillet 1985).
- 1946 :
  - Charly Loubet, footballeur puis entraîneur français. (36 sélections en équipe de France). († 30 janvier 2023).

### XXesièclede1951à2000
- 1951 :
  - Jarmila Kratochvílová, athlète de sprint et de demi-fond tchécoslovaque puis tchèque. Médaillée d'argent du 800 m aux Jeux de Moscou 1980. Championne du monde d'athlétisme du 400 et 800 m 1983. Détentrice du record du monde du 800 m depuis le 26 juillet 1983.
- 1954 :
  - Carlos Diarte, footballeur puis entraîneur paraguayen. (45 sélections en équipe du Paraguay). Sélectionneur de l'équipe de Guinée équatoriale de 2009 à 2010. († 29 juin 2011).
  - Kim Hughes, joueur de cricket australien. (70 sélections en test cricket).
- 1955 :
  - Philippe Martin, pilote de courses automobile d'endurance belge.
- 1958 :
  - Sly Williams , basketteur américain.
- 1959 :
  - Salvador Sánchez, boxeur mexicain. Champion du monde poids plumes de 1980 à 1982. († 12 août 1982).
  - Erwin Vandenbergh, footballeur puis entraîneur belge. Vainqueur de la Coupe UEFA 1983. (48 sélections en équipe de Belgique).
- 1960 :
  - Jeanette Bolden, athlète de sprint américaine. Championne olympique du relais 4 × 100 m aux Jeux de Los Angeles 1984.
- 1961 :
  - Wayne Gretzky, hockeyeur sur glace puis entraîneur américano-canadien.
- 1962 :
  - Oscar Ruggeri, footballeur argentin. Champion du monde de football 1986. Vainqueur de la Copa América 1991 et 1993, de la Copa Libertadores 1986. (97 sélections en équipe d'Argentine).
- 1963 :
  - José Mourinho, footballeur puis entraîneur portugais. Entraîneur des équipes victorieuses de la Coupe UEFA 2003 et 2017 ainsi que des Ligue des champions 2004 et 2010.
- 1966 :
  - Daniel Berthiaume, hockeyeur sur glace canadien.
  - Thierry Pauk, footballeur français.
- 1967 :
  - Christian Gaudin, handballeur puis entraîneur français. Champion du monde de handball masculin 1995 et 2001. Vainqueur de la Coupe EHF de handball 2001 et de la Ligue des champions 2002. (247 sélections en équipe de France). Sélectionneur de l'équipe de Roumanie en 2014.
- 1968 :
  - Reggie Jordan, basketteur puis entraîneur américain.
- 1975 :
  - Pia Wunderlich, footballeuse allemande. Médaillée de bronze aux Jeux d'Athènes 2004. Championne du monde de football 2003. Championne d'Europe de football 1997, 2001 et 2005. Victorieuse des Coupe de l'UEFA 2002 et 2006. (102 sélections en équipe nationale).
- 1977 :
  - Vince Carter, basketteur américain. Champion olympique aux Jeux de Sydney 2000. (18 sélections en équipe des États-Unis).
  - Justin Gimelstob, joueur de tennis américain
  - Jérôme Jeannet, épéiste français. Champion olympique par équipes aux Jeux d'Athènes 2004 et aux Jeux de Pékin 2008. Champion du monde d'escrime à l'épée par équipes 2005, 2007, 2009 et 2010. Champion d'Europe d'escrime à l'épée par équipes 2002 et 2008 ainsi qu'à l'épée individuel 2007.
  - Jorge Pina, sabreur espagnol. Champion d'Europe d'escrime au sabre individuel 2007.
- 1980 :
  - David Penalva, joueur de rugby à XV portugais. (35 sélections en équipe du Portugal).
- 1981 :
  - Ronald Dupree, basketteur américain.
  - Svetlana Ognjenović, handballeuse serbe. Victorieuse de la Coupe Challenge de handball féminin 2007. (113 sélections en équipe de Serbie).
- 1983 :
  - Arturo Casado, athlète de demi-fond espagnol. Champion d'Europe d'athlétisme du 1 500 m 2010.
  - Dimitri Szarzewski, joueur de rugby à XV français. Vainqueur des Tournois des Six Nations 2006, 2007 et du Grand Chelem 2010. (83 sélections en équipe de France).
- 1984 :
  - Sofiane Harkat, footballeur algérien.
  - Antonio Rukavina, footballeur serbe.
  - Yury Trofimov, cycliste sur route russe.
  - Grzegorz Wojtkowiak, footballeur polonais. (23 sélections en équipe de Pologne).
- 1985 :
  - Florin Mergea, joueur de tennis roumain. Médaillé d'argent du double messieurs aux Jeux de Rio 2016.
- 1986 :
  - Rafaâ Chtioui, cycliste sur route tunisien.
  - Gerald Green, basketteur américain.
  - Filomena Micato, basketteuse mozambicaine. (47 sélections en équipe du Mozambique).
  - Jennifer Troncy, joueuse de rugby à XV française. Victorieuse du Grand Chelem 2014. (51 sélections en équipe de France).
  - Mustapha Yatabaré, footballeur franco-malien. (35 sélections avec l'équipe du Mali).
- 1987 :
  - Thomas Combezou, joueur de rugby à XV français.
  - Cheikh Ibrahima Koma, basketteur franco-sénégalais
  - Rigoberto Urán, cycliste sur route colombien.
- 1989 :
  - MarShon Brooks, basketteur américain.
  - Samira Rocha, handballeuse brésilienne. Championne du monde de handball féminin 2013. (53 sélections en équipe du Brésil).
  - Siham Tadlaoui, footballeuse et joueuse de futsal marocaine. (5 sélections en équipe du Maroc féminine de football et 2 avec celle de futsal).
- 1990 :
  - Steevy Chong Hue, footballeur franco-tahitien. Champion d'Océanie de football 2012.
  - Sergio Pérez, pilote de F1 mexicain.
  - Peter Sagan, cycliste sur route slovaque. Champion du monde de cyclisme sur route 2015, 2016 et 2017. Vainqueur du Tour de Pologne 2011, des Gand-Wevelgem 2013, 2016 et 2018, du Tour des Flandres 2016 et de Paris-Roubaix 2018.
  - Afusipa Taumoepeau, joueur de rugby à XV et de rugby à sept australien puis tongien. (4 sélections avec l'Équipe des Tonga de rugby à sept et 17 avec celle de rugby à XV).
- 1991 :
  - Esteban Andrada, footballeur argentin.
  - Louis Leblanc, hockeyeur sur glace canadien.
  - Nicolò Melli, basketteur italien. (31 sélections en équipe d'Italie).
  - Alex Sandro, footballeur brésilien. Vainqueur de la Copa América 2019 ainsi que de la Copa Libertadores 2011. (40 sélections en Équipe du Brésil).
- 1993 :
  - Florian Thauvin, footballeur français. Champion du monde football 2018. (10 sélections en équipe de France).
  - Emily Thouy, karatéka française. Championne du monde de karaté kumite par équipes 2012 et du kumite -55kg 2016. Championne d'Europe de karaté kunite des -55 kg 2015.
  - Ilka Van de Vyver, volleyeuse belge. (151 sélections en équipe nationale).
- 1994 :
  - Kilian Frankiny, cycliste sur route suisse.
  - Montrezl Harrell, basketteur américain.
- 1995 :
  - Jean-Charles Castelletto, footballeur franco-camerounais. (26 sélections avec l'équipe du Cameroun).
  - Garry Ringrose, joueur de rugby à XV irlandais. Vainqueur des Grand Chelem 2018 et 2023 ainsi que de la Coupe d'Europe de rugby à XV 2018. (56 sélections en équipe d'Irlande).
- 1996 :
  - Jonas Föhrenbach, footballeur allemand.
  - Sakina Karchaoui, footballeuse franco-marocaine. Victorieuse de la Ligue des champions 2020. (62 sélections en équipe de France).
  - Cindy Perrault, footballeuse française.
- 1997 :
  - Kassim M'Dahoma, footballeur franco-comorien. (25 sélections avec l'équipe des Comores).
  - Jimmy Martínez, footballeur chilien. (4 sélections en équipe du Chili).
  - Julio Pleguezuelo, footballeur espagnol.
- 1998 :
  - Lamine Fomba, footballeur franco-malien.
  - Nathan Gefflot, rink hockeyeur français.
- 2000 :
  - Asahi Sasaki, footballeur japonais.

### XXIesiècle
- 2001 :
  - Coralie Haymé, judokate française. Vice-championne du monde par équipes mixte en 2023 et en 2024.
  - Žiga Samar, basketteur slovène.
  - Mattéo Vercher, cycliste sur route français.
- 2002 :
  - Darya Astakhova, joueuse de tennis russe.
  - Yang Junxuan, nageuse chinoise. Championne olympique du relais 4 × 200 mètres nage libre et médaillée d'argent du relais 4 × 100 mètres nage libre mixte aux Jeux de Tokyo en 2021 puis médaillée de bronze du relais 4 × 100 mètres nage libre aux Jeux olympiques de Paris en 2024. Championne du monde du 200 mètres nage libre en 2022 et médaillée de bronze du relais 4 × 100 m nage libre aux Championnats du monde 2023.
- 2004 :
  - Jacob Andersen, footballeur danois.
  - Julia Kink, biathlète allemande.
  - Evy Leibfarth, céiste et kayakiste américaine. Médaillée de bronze en kayak cross lors des Championnats du monde 2021. Médaillée de bronze en C1 slalom aux Jeux olympiques d'été de 2024.
  - Zrinka Ljutić, skieuse alpine croate.
- 2005 :
  - JaMeesia Ford, athlète américaine.
  - Alex Lanier, joueur de badminton français.
  - Kyriani Sabbe, footballeur belge.
- 2006 :
  - Maxim Dal, footballeur allemand.
- 2008 :
  - Filip Öhman, footballeur suédois.

## Décès

### XXesièclede1951à2000
- 1951 :
  - Henri Bard, 58 ans, footballeur français. (18 sélections en équipe de France). (° 29 avril 1892).
- 1955 :
  - Holger Nielsen, 88 ans, sabreur et tireur danois. Médaillé de bronze du sabre puis médaillé d'argent du pistolet 30 m et médaillé de bronze du pistolet feu rapide à 25 m aux Jeux d'Athènes 1896. (° 18 décembre 1966).
- 1983 :
  - Bear Bryant, 69 ans, joueur de foot U.S. puis entraîneur américain. († 11 septembre 1913).
- 1995 :
  - Marcel Bidot, 92 ans, cycliste sur route puis dirigeant sportif français. (° 21 décembre 1902).
- 1996 :
  - Charles Jewtraw, 95 ans, patineur de vitesse américain. Champion olympique du 500 m aux Jeux de Chamonix 1924. (° 5 mai 1900).
- 1997 :
  - Frank Dilio, 84 ans, dirigeant de hockey sur glace canadien. (° 12 avril 1912).
- 2000 :
  - Donald Budge, 84 ans, joueur de tennis américain. Vainqueur des tournois de Wimbledon 1937 et 1938, des US Open 1937 et 1938, de l'Open d'Australie 1938, de Roland Garros 1938 et des Coupe Davis 1937 et 1938. (° 13 juin 1915).

### XXIesiècle
- 2002 :
  - Francisco Cabañas, 90 ans, boxeur mexicain. Médaillé d'argent dans la catégorie des poids mouches aux Jeux olympiques d'été de 1932. (° 22 janvier 1912).
- 2003 :
  - Valeriy Brumel, 60 ans, athlète de sauts soviétique puis russe. Médaillé d'argent de la hauteur aux Jeux de Rome 1960 puis champion olympique de la hauteur aux Jeux de Tokyo 1964. Champion d'Europe d'athlétisme du saut en hauteur 1962. (° 14 avril 1942).
- 2005 :
  - Jackie Henderson, 73 ans, footballeur écossais. (7 sélections en équipe nationale). (° 17 janvier 1932).
- 2007 :
  - Lorne Worsley, 77 ans, hockeyeur sur glace canadien. (° 14 mai 1929).
- 2011 :
  - Robert Baulon, 80 ans, joueur de rugby français. (18 sélections en équipe de France). (° 21 octobre 1930).
- 2012 :
  - Roberto Mieres, 87 ans, pilote de F1 argentin. (° 3 décembre 1924).
- 2014 :
  - Tom Gola, 81 ans, basketteur américain. (° 13 janvier 1933).
- 2019 :
  - Pierre Ndaye Mulamba, 70 ans, footballeur congolais. (20 sélections en équipe nationale). (° 4 novembre 1948).
- 2020 :
  - John Altobelli, 56 ans, entraîneur de baseball américain. (° 8 mai 1963).
  - Kobe Bryant, 41 ans basketteur américain. Champion olympique aux Jeux de Pékin 2008 et aux Jeux de Londres 2012. Champion NBA en 2000, 2001, 2002, 2009 et 2010 avec les Lakers de Los Angeles. (37 sélections en équipe nationale). (° 23 août 1978).
- 2021 :
  - Winfried Bölke, 79 ans, coureur cycliste allemand. Médaillé de bronze de la course en ligne des Championnats du monde amateur en 1963. (° 25 mai 1941).
  - Ron Johnson, 64 ans, joueur, instructeur et manager de baseball américain. (° 23 mars 1956).
  - John Mortimore, 86 ans, footballeur puis entraîneur anglais. (° 23 septembre 1934).
  - Jozef Vengloš, 84 ans, footballeur puis entraîneur tchécoslovaque puis slovaque. Sélectionneur de l'Australie en 1967, de la Tchécoslovaquie entre 1978 et 1982 puis de 1988 à 1990, de la Malaisie de 1986 à 1987, de la Slovaquie de 1993 à 1995 puis d'Oman entre 1996 et 1997. (° 18 février 1936).
- 2022 :
  - Mirza Khan, 97 ans, athlète pakistanais spécialiste des courses de haies. (° 15 décembre 1924).
  - Jan Michalik, 73 ans, lutteur polonais spécialiste de la lutte gréco-romaine. Vice-champion du monde de la catégorie des moins de 52 kg en 1973 et champion d'Europe de la même catégorie en 1972 et 1973. (° 14 avril 1948).